# 手持激光器

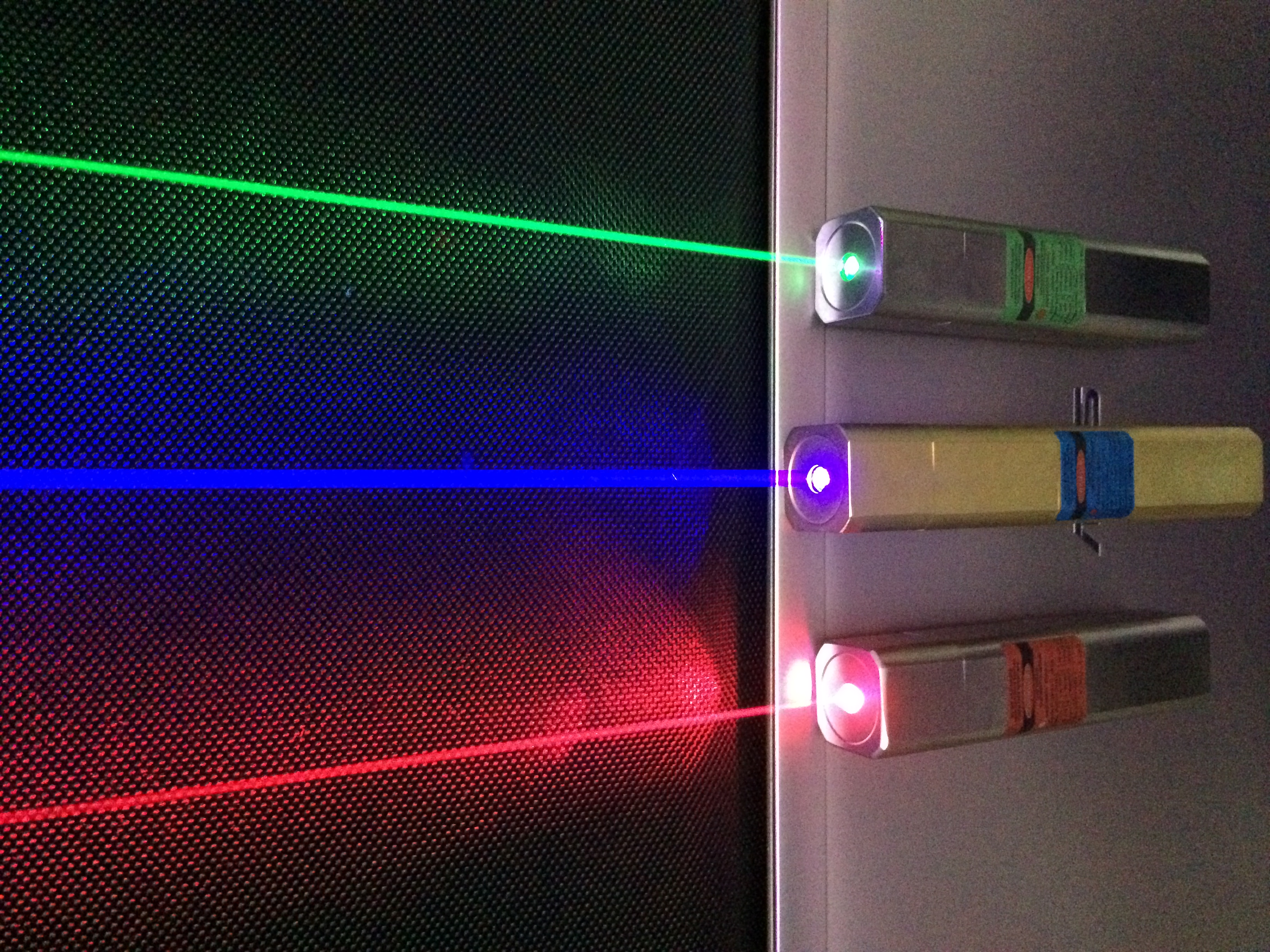
纤绿手持激光器

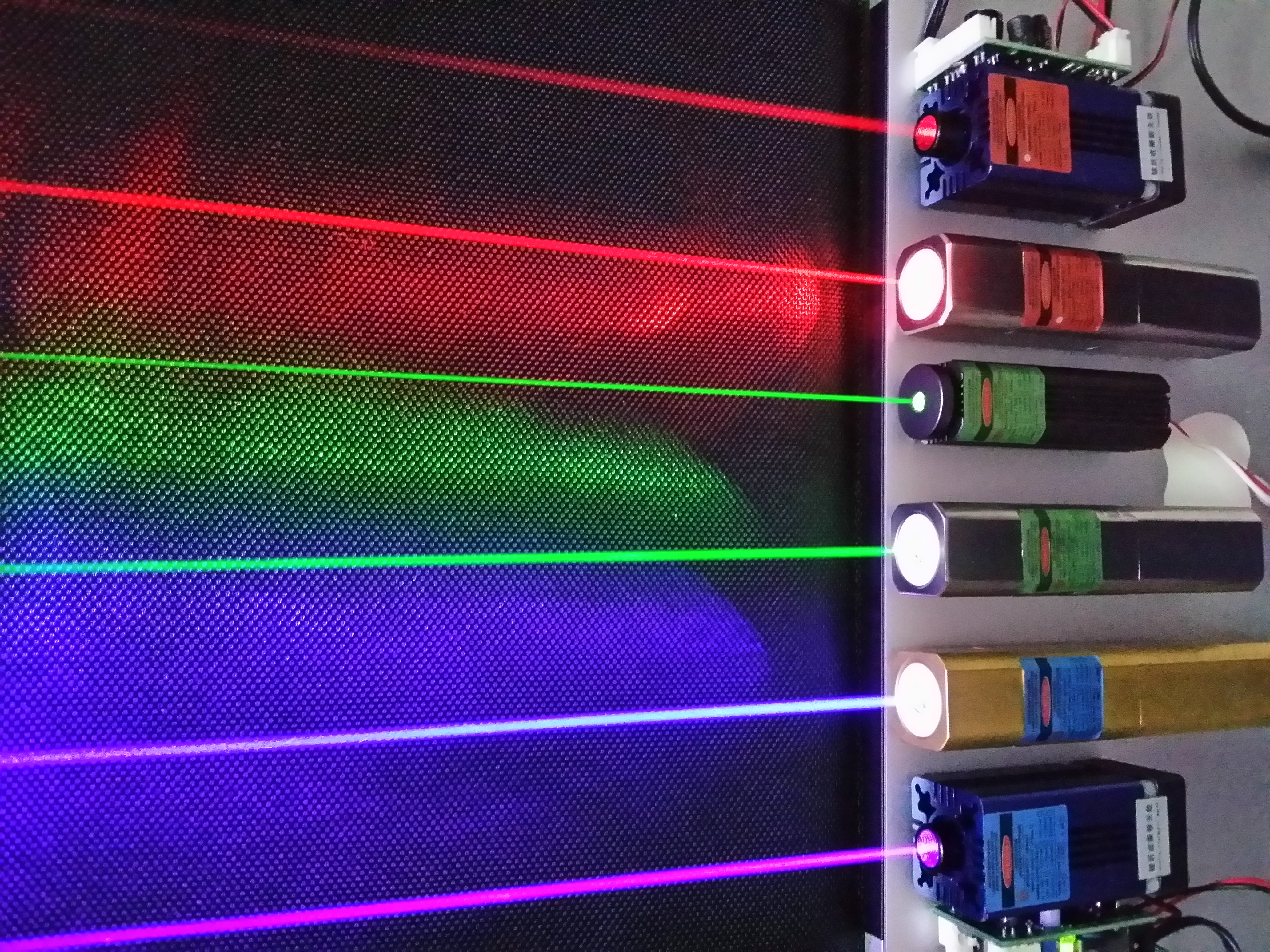
Q-line手持激光器

手持激光器（英語：Portable Laser）是一种小型激光器，能发出相对低功率的激光。
一般常见的激光指示器（英語：Laser pointer），包括激光笔、指星笔、激光手电等，都属于手持激光器。

## 原理
手持激光器的体积细小，一般是半导体激光器或者“半导体泵浦固体激光”(DPSS)。
只需要激光二极管、晶体，再接上电源（一般是电池），就可以操作，非常方便。

## 发展
初期的手持激光器受制于制作工艺技术的限制，功率一般不大，不过近年随着半导体激光的发展，
较大功率的手持激光器也相继问世，而且价格也开始降低，在市场上开始普及起来，受到一定的欢迎。

## 注意
虽然手持激光器的功率一般不大，不过因为激光波长单一、集中性高、不容易扩散的特性，在一定的距离内也会造成对人体的伤害。
特别是对光线最敏感的眼睛，近距离观察光斑时必须佩戴保护眼镜，也不能将激光射向人体，特别是不可见波长的激光更加要注意。
由于手持激光器具有一定的危险性，所以不适合儿童作为玩具，因为错误使用激光，可能会对用家自己和别人造成不可逆转的伤害。